# Jeremy Toljan
Jeremy Toljan (Stuttgart, 8 de agosto de 1994) es un futbolista alemán que juega como defensa en el Levante U. D. de la Primera División de España.

## Carrera
Comenzó su carrera en las inferiores de Stuttgarter Kickers. De allí se trasladó a las inferiores de VfB Stuttgart, aunque en 2011 se unió al TSG 1899 Hoffenheim. Su debut se produjo en la temporada 2013-14 en la jornada 8 contra el 1. FSV Maguncia 05, partido en el que jugó los 90 minutos. El encuentro finalmente terminó 2 a 2.
Tras su marcha del TSG 1899 Hoffenheim, jugó en el Borussia Dortmund, el Celtic F. C., con el que ganó la Scottish Premiership y la Copa de Escocia, y la U. S. Sassuolo Calcio. En esta última disputó 171 partidos y logró un ascenso a la Serie A en su último año.
El 8 de julio de 2025 se anunció su fichaje por el Levante U. D. hasta 2027.

### Selección nacional
Toljan participó con la selección de fútbol sub-17 de Alemania en el Campeonato Europeo Sub-17 de la UEFA 2012, en la cual llegó a la final contra Países Bajos, pero el conjunto alemán terminó siendo subcampeón. Luego jugó varios partidos en la selección sub-19. Además, Toljan también tiene la ciudadanía croata y por lo tanto también podía jugar para el equipo nacional de Croacia. El 26 de mayo de 2015 fue convocado a la selección sub-21 de Alemania en el plantel preliminar para jugar la Eurocopa Sub-21 de 2015 en República Checa. 
El 15 de julio de 2016 fue convocado para disputar el torneo masculino de fútbol en los Juegos Olímpicos de Río de Janeiro 2016, en el cual su equipo se llevaría la medalla de plata tras ser derrotados por Brasil en los penales.

## Palmarés

### Campeonatos nacionales
| Título               | Club                  | País    | Año  |
| -------------------- | --------------------- | ------- | ---- |
| Scottish Premiership | Celtic F. C.          | Escocia | 2019 |
| Copa de Escocia      | Celtic F. C.          | Escocia | 2019 |
| Serie B              | U. S. Sassuolo Calcio | Italia  | 2025 |

### Campeonatos internacionales
| Título           | Club                  | País           | Año  |
| ---------------- | --------------------- | -------------- | ---- |
| Juegos Olímpicos | Selección de Alemania | Río de Janeiro | 2016 |
| Eurocopa sub-21  | Selección de Alemania | Polonia        | 2017 |

## Vida personal
Es hijo de una madre croata y de un padre afroamericano fallecido.[cita requerida]